# أنتوني مارتن (لاعب كرة الماء)
أنتوني مارتن (بالإنجليزية: Anthony Martin)‏ هو لاعب كرة الماء أسترالي، ولد في 22 مارس 1985.

## وصلات خارجية
- أنتوني مارتن على موقع اللجنة الأولمبية الدولية (الإنجليزية)
- أنتوني مارتن على موقع أوليمبيديا (الإنجليزية)
- أنتوني مارتن على موقع اللجنة الأولمبية الأسترالية (الإنجليزية)